# Dick Jaspers
Dick Jaspers, eigentlich Dingeman Jacobus Johannes Jaspers, (* 23. Juli 1965 in St. Willebrord, Niederlande) ist ein niederländischer Karambolagebillardspieler und mehrfacher Welt- und Europameister.

## Privates
Dick Jaspers war mit Andrea Brücken verheiratet und hat mit ihr einen Sohn (René) und eine Tochter (Annet). Seit 2012 geschieden. Bereits in jungen Jahren kam er im Café seiner Eltern und Großeltern mit dem Billard in Kontakt. Seine Hobbys sind Musik hören, Lesen und Sport (regelmäßiges Wandern und Schwimmen). Zu seinen Eigenschaften gehören Ruhe und das athletische Spiel. Seit 1990 gehört er zur Weltelite des Carambolsports. Er selbst sagt, zu seinen wichtigsten Momenten gehören neben den Geburten seiner Kinder sein erster internationaler Titel 1990 und der erste WM-Gewinn 2000. Zu seinen größten Enttäuschungen gehören ein Ausscheiden in der ersten Runde und seine 5-Jahres-Strafe (s. unten). Zu seinen Lieblingsfilmen zählt Das Schweigen der Lämmer.

## Karriere

### Frühe Jahre
Von 1974 bis 1980 spielte er als Jugendlicher in der Freien Partie. Trainer waren die inzwischen verstorbenen André Gulickx aus Tilburg und der Belgier Tony Schrauwen, der viele Jahre sein Cheftrainer war.
In der Saison 1983/84 fing er im Dreiband mit einem GD von 0,700 an. 1987 begann Dick ernsthaft Dreiband zu spielen und bald konnte man bei ihm einen Fortschritt sehen, dies zeigte sich an seinem überdurchschnittlichen GD. Im Januar 1988 debütierte er in der NK-Ehrendivision mit einem dritten Platz und einem GD von 1,278. Nach dem vielversprechenden Debüt des Willebrorders legte er sich dann komplett auf Dreiband fest, da er für die anderen Spielarten eine düstere Zukunft sah. 1990 und 1991 gewann er jeweils den zweiten Platz bei den Dreiband-Europameisterschaften.
Jaspers Karriere begann mit den ersten nationalen Titeln im Einband 1989 und im Dreiband 1990, auf den 1991 bereits der erste Sieg in einem Dreiband-Weltcup in Tokio folgte. Neben zahlreichen nationalen Titel im Dreiband und Einband sowie mit der Mannschaft in der niederländischen Ehrendivision (spielstärkste Dreiband-Liga der Welt) ist er auch auf europäischer und Weltebene einer der derzeit erfolgreichsten Spieler. 1986 musste er sich entscheiden, ob er eine professionelle Karriere als Dreibandspieler einschlägt und sich mit den Besten der Welt misst, was er dann auch tat.

### Die Zeit während der BWA
Kurz zuvor wurde die BWA (Billiards World Cup Association) von dem deutschen Geschäftsmann Werner Bayer gegründet, dem Grundsteinleger des professionellen Billards.
Jaspers hierzu:

„Met de BWA heb ik toch een bijzondere relatie omdat deze bond daadwerkelijk opkwam voor de belangen van de spelers. De BWA toernooien blonken meestal uit in professionaliteit. Deze toernooien hebben het beste uit me gehaald en hierin heb ik mijn grootste successen behaald.“

„Mit der BWA habe ich eine besondere Beziehung, weil diese Vereinigung eigentlich die Interessen der Spieler verteidigt. Die BWA-Turniere glänzten im Allgemeinen durch ihre Professionalität. Diese Turniere haben das Beste aus mir gemacht und hier hatte ich meine größten Erfolge.“

1993 wurde Jaspers von der CEB (Europäischer Billardverband) für den Zeitraum von fünf Jahren gesperrt. Grund hierfür war seine Teilnahme an einem BWA-Turnier, ohne sich die Erlaubnis der CEB einzuholen. Die UMB (Weltverband des Karambolagebillards) trug diese Entscheidung mit und so durfte Jaspers während dieser Zeit an keiner WM und keinem Weltcupturnier teilnehmen. Diese Strafe betraf auch andere Weltklassespieler wie Ceulemans, Blomdahl und Saygıner.

„Wij hebben ons gewoon geconcentreerd op de BWA Wereldbeker en hoopten natuurlijk dat er zoveel mogelijk toernooien waren. Het was zeker een moeilijke tijd, altijd maar weer tegenwerking.“

„Wir haben uns alle auf die BWA-WM konzentriert und hofften natürlich, dass es so viele Turniere wie möglich gab. Es war sicherlich eine schwierige Zeit, immer wieder gegen eine Zusammenarbeit.“

1998 wurde der Streit zwischen der BWA und der UMB/CEB weitestgehend gelöst und Jaspers durfte wieder an Weltcups und Weltmeisterschaften teilnehmen. 2000 konnte er zum ersten Mal eine WM gewinnen.

„Niet gek, als je nagaat dat ik pas voor de 3e keer aan een WK deelnam.“

„Nicht schlecht, wenn man bedenkt, dass ich erst zum dritten Mal in einer WM teilnahm.“

### Die Jahre von 2000 bis 2010
2000 und 2004 wurde Jaspers Weltmeister im Dreiband und holte Silber bei den World Games 2005. Zudem ist er vierfacher Europameister im Dreiband (2003, 2008, 2010 und 2011) und konnte 2009 erstmals das AGIPI Billiard Masters im Finale gegen Torbjörn Blomdahl gewinnen, nachdem er 2008, bei der ersten Auflage des Turniers, noch gegen Blomdahl im Finale unterlegen war. Den Weltcup konnte er viermal als Gesamtsieger abschließen. Insgesamt war er 22 Mal Einzelsieger und 15 Mal Finalist. Nachdem er das Chrystal-Kelly-Turnier schon 1994 und 1997 gewinnen konnte, schaffte er es in dieser Dekade noch weitere sechs Mal.
2009 gewann er zudem das Dreiband-Turnier auf den 8. World Games in Kaohsiung.

### Saison 2011/12
Am 16. Juli 2011 konnte Jaspers im Peruanischen Lima seine dritte WM nach 2000 und 2004 mit 3:2 gegen den Italiener Marco Zanetti gewinnen und entthronte Daniel Sánchez aus Spanien. Im koreanischen Suwon musste sich Jaspers im Achtelfinale des Weltcups dem deutlich besser spielenden Deutschen Martin Horn mit 0:3 geschlagen geben. Beim folgenden Weltcup in Wien am 2. Oktober unterlag er im Halbfinale dem Schweden Torbjörn Blomdahl knapp mit 2:3. Am 11. November schlug er seinen Landsmann Raimond Burgman im Finale des Elite Grand Prix vor heimischem Publikum in Zwaag knapp mit 50:48.

### Saison 2012/13

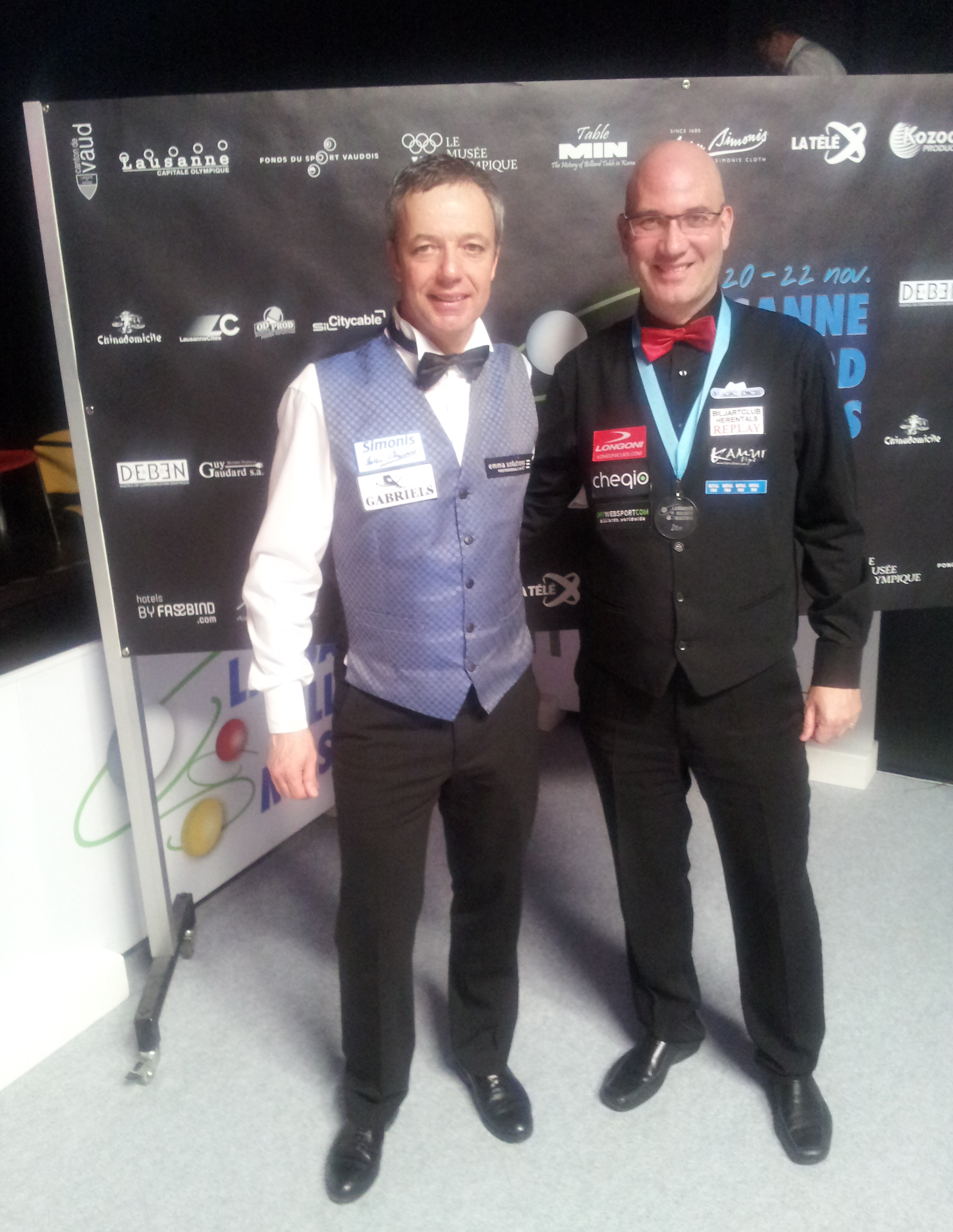
Die Finalisten des Lausanne Billard Masters 2015 Jaspers und Martin Horn

Zu einem außergewöhnlichen Einzelduell kam es vom 27. bis 30. Juni 2012 im spanischen Marxuquera bei dem Einladungsmatch „Die 2 Titanen des Dreiband Billards“ zwischen ihm als amtierenden Weltmeister (2011/12) und dem Belgier Frédéric Caudron (zu dem Zeitpunkt Weltranglistenerster). Eingeladen waren nur diese beiden Spieler. Die Partie war auf eine Distanz von 600 (!!) Punkten angesetzt, diese wurden in zehn Sessions zu je 60 Punkten gespielt. Die Shot clock war auf 40 Sekunden eingestellt, mit einer Verlängerung von 1 × 40 Sekunden je Session. Caudron bestimmte von Anfang an die Partie und konnte im Laufe des Matches seinen Vorsprung immer weiter ausbauen. Die beste Session war die siebte, in der Jaspers in nur 41 Minuten während 7 Aufnahmen 51 Punkte Caudrons hinnehmen musste und somit mehr als 100 Punkte zurücklag. Am Ende unterlag er dem Belgier 501:600. Der GD der Spieler betrug bei Caudron bei 2,190 und bei Jaspers 1,828, Jaspers erzielte jedoch mit 21 die Höchstserie. Er erhielt ein Preisgeld von 5.000 €, Caudron kassierte für den Sieg 10.000 €.
Die größten Erfolge ab der Saison 2012/13 waren der Gewinn der Karambolage-Europameisterschaften 2015 im Team (zusammen mit Raimond Burgman) in Brandenburg/Havel, der Gewinn des Coupe d’Europe mit A.E.J./Dallinga aus den Niederlanden, der Sieg bei den Verhoeven Open 2015 in New York (USA) und der Sieg bei den Lausanne Billard Masters in Lausanne (SUI).

### Saison 2017/18
Am 21. Januar 2018 stellte Dick Jaspers in Magdeburg bei einem Spiel in der Deutschen Bundesliga mit 10,000 (40 Punkte in 4 Aufnahmen; 5-11-2-22) einen neuen Weltrekord im besten Einzeldurchschnitt (BED) auf (s. Partiezettel und Anzeigetafel weiter oben).

### Saison 2018/19
Im belgischen Blankenberge gewann er den Weltcup. Bei der Weltmeisterschaft im ägyptischen Kairo siegte er im Finale gegen den Franzosen Jérémy Bury knapp im Penaltyschießen mit 3:2 und sicherte sich damit seine vierte Goldmedaille. Außerdem brach er den im Vorjahr vom Vietnamesen Mã Minh Cẩm in Bolivien aufgestellten Turnierrekord im Generaldurchschnitt (GD) mit 2,352. Mit diesen beiden Siegen stieg er auf den zweiten Platz der Weltrangliste auf.

### Saison 2019/20
Am 17. November 2019 konnte sich Jaspers zum dritten Mal nach 2015 und 2017 den Sieg beim schweizerischen Einladungsturnier Lausanne Billard Masters erkämpfen. Nachdem er in der Gruppenphase gegen Martin Horn verlor und nur den 2. Platz belegte, schaffte er mit Siegen gegen Tayfun Taşdemir (40:36 in 24; Viertelfinale), Cho Myung-woo (40:22 in 17, Halbfinale) und schließlich im Finale gegen Eddy Merckx mit 40:30 in 21 das Triple. Beim Saison-Abschlussturnier des Weltcups im ägyptischen Scharm asch-Schaich unterlag Jaspers im Finale dem Italiener Marco Zanetti mit 40:29 in 19 Aufnahmen, die 54 Punkte reichten ihm jedoch, um Jahresgesamtsieger vor Tayfun Taşdemir aus der Türkei und Zanetti zu werden.
Bei der Niederländischen Dreiband-Meisterschaft Ende Januar holte sich Jaspers seinen vierten Titel in Folge und seinen 20. insgesamt. Gegner war Barry van Beers, der mit 26:40 in seinem ersten Finale dort unterlag.

### Saison 2021/22

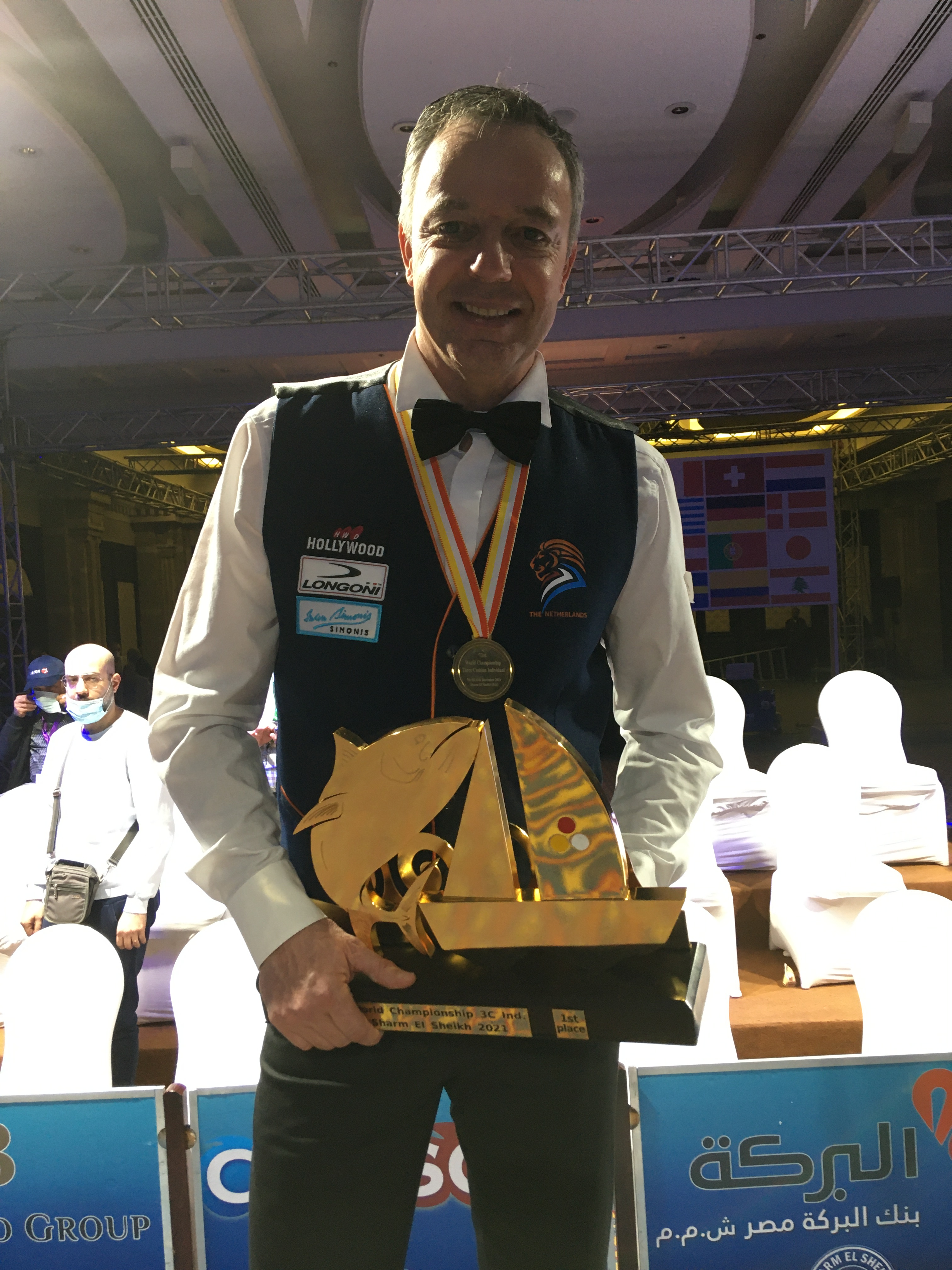
Goldmedaille bei der WM 2021

Nach einer circa 20-monatigen COVID-19-Turnierpause begann die Saison Anfang November verspätet mit dem Dreiband-Weltcup 2021/1 vor heimischem Publikum in Veghel. Jaspers, zu dem Zeitpunkt Weltranglistenerster, musste sich im Viertelfinale dem späteren Turniersieger Daniel Sánchez aus Spanien mit 35:50 geschlagen geben. Eine Woche  sagte er dem schweizerischen Einladungsturnier  Lausanne Billard Masters ab, da sein Vater schwer erkrankt war. Für ihn ging der Belgier Roland Forthomme an den Start. Anfang Dezember kam Jaspers nach Siegen gegen Lee Choong-bok (Korea), Marco Zanetti (Italien) und Choi Sung-won (ebenfalls Korea) ins Finale, wo er auf den türkischen Altmeister Semih Saygıner traf. Saygıner bezwang Jaspers in einem hart umkämpften Spiel mit 50:37 und erhielt die Silbermedaille. Nur vier Tage später, ebenfalls in Scharm asch-Schaich, begann die Dreiband-Weltmeisterschaft 2021. In der Gruppenphase gegen den Enkel der Billardlegende Raymond Ceulemans, Peter, gab es ein Remis, so dass beide Spieler in die Hauptrunde einzogen. Nacheinander gewann Jaspers seine Partien gegen Kim Haeng-jik (50:40), Sameh Sidhom (50:12), Jérémy Bury (50:35) und Martin Horn (50:45). Das Finale bestritt er gegen Murat Naci Çoklu aus der Türkei. Mit nur 3 Punkten Vorsprung gewann er das Match in 32 Aufnahmen und holte sich seinen fünften WM-Titel.
Am 1. Februar 2023 siegte Jaspers zum zweiten Mal beim World 3-Cushion Grand Prix im koreanischen Wonju und kassierte mit 135.000.000 ₩ (ca. 100.000 €) sein bisher höchstes Preisgeld in einem Turnier.

## Erfolge

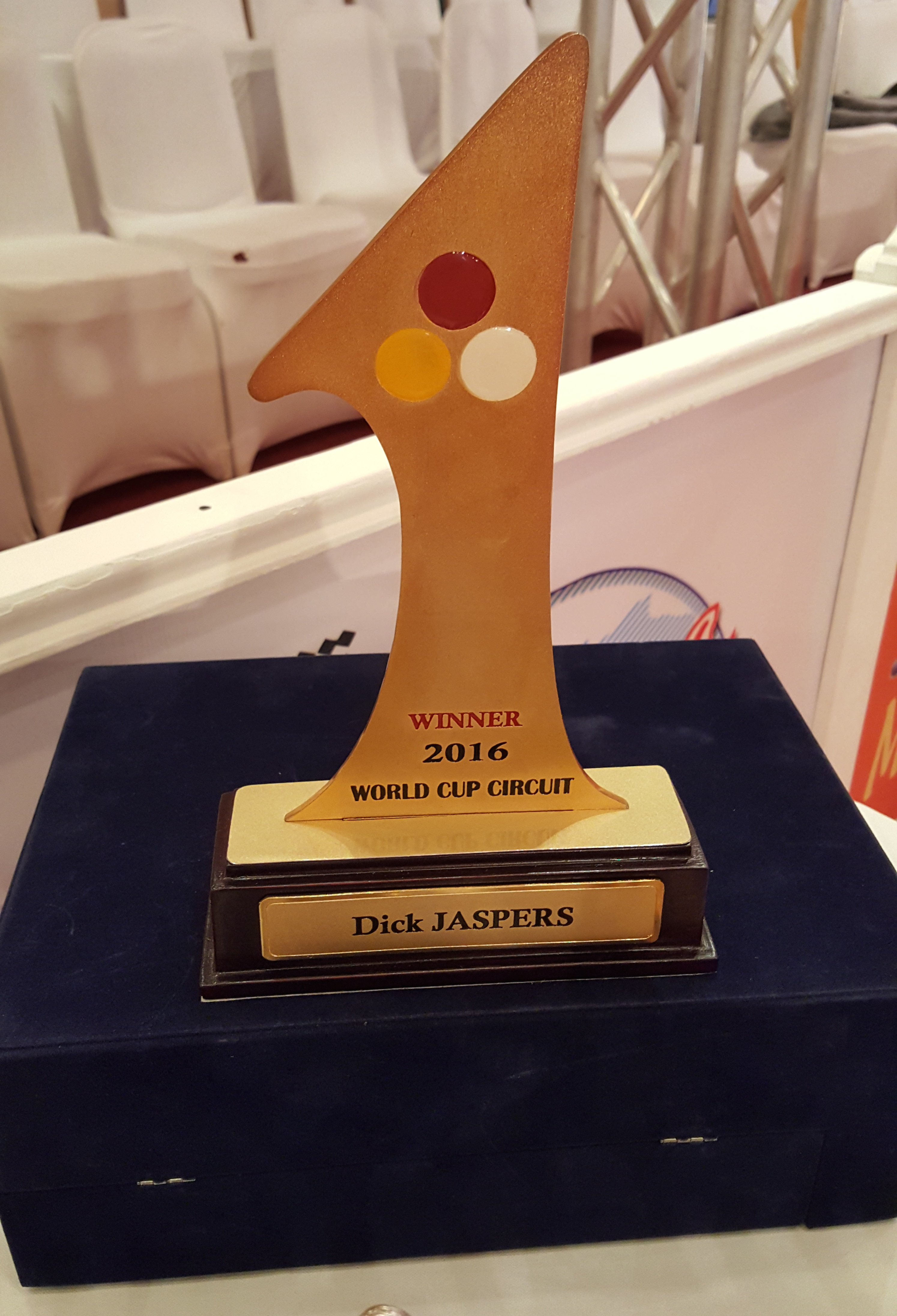
Pokal für Jaspers Gesamtsieg beim Weltcup 2016 im ägyptischen el-Guna

- Dreiband-Weltmeisterschaft:  2000, 2004, 2011, 2018, 2021 •  1991, 1999, 2002, 2006, 2007, 2013, 2022
- Dreiband Team-WM:  1998, 1999, 2016 •  1993, 2000, 2003, 2005, 2008, 2014 •  2003, 2006, 2007, 2010, 2011, 2015
- Dreikampf-Weltmeisterschaft für Nationalmannschaften:  1990   1992
- Dreiband-Weltcup:
  - (Einzelsiege):  29 × •  22 × •  23 ×
  - (Gesamtsiege):  1997, 1999, 2008, 2010, 2016, 2019, 2022, 2023
- World Games:  2009, 2022 •  2001, 2005
- World 3-Cushion Grand Prix  2021, 2023/1
- Dreiband-Europameisterschaft:  2003, 2008, 2010, 2011, 2019 •  1990 (Einband, Dreiband), 1991, 2005 •  1998, 2005, 2006, 2007, 2015, 2017
- AGIPI Billard Masters:  2008, 2010 •  2007
- Coupe d’Europe:  1991, 1992 (Teletronika Zundert), 2015 (A.E.J./Dallinga) •  2016 (FC Porto) •
- Crystal Kelly Turnier:  1994, 1999, 2001–2005, 2007 •  1997, 1998, 2006 •  1996, 2008, 2010, 2011
- Verhoeven Open 2015:  2015
- LG U+ Cup 3-Cushion Masters:  2015
- Lausanne Billard Masters:  2015, 2017, 2019
- McCreery Dreiband Champion of Champions:  2018
- Dreiband Challenge Masters:  2018/3, 2019/2
- Masters Holland (Dreiband):  1990, 1991, 1993, 1994, 1995, 1997, 1998, 2000, 2001, 2002, 2005, 2006, 2009, 2010, 2012, 2014, 2017, 2018, 2019, 2020
- Europameisterschaft Junioren:  1984, 1985 (Freie Partie), 1986 (Cadre 47/2)
- Holländische Meisterschaft:  2003, 2004 (Einband); 2002, 2003, 2005 (Dreiband) •  2006 (Einband)
- Elite Grand Prix:  2005, 2011 •  2011 (2 ×)
- Supercup:  2011
- Einladungsturnier in Scheveningen:  2003

Zu seinen persönlichen Bestleistungen im Dreiband zählen:
- Beste Dreibandpartie in Sätzen (45 Punkte in 8 Aufnahmen = 5,625 GD im Finale der EM 2008 in Florange (F))
- Bester Turnierdurchschnitt (GD) 2,942 (4 Partien über 40 Punkte) beim Dreiband-Weltcup im September 2015 in Guri
- Beste Partie 10,000 (40 Punkte in 4 Aufnahmen) (Weltrekord) gegen Andreas Efler in der Deutschen Bundesliga (Saison 2017/18)
- Persönliche höchste Serie:
  - 34 (Satzspiel, prolongiert: 13, 15, 6) Dreiband-EM 2008, Florange
  - 26 (Einzelspiel) Niederländische Dreibandliga Safety Holland gegen Crystal Kelly in Haarlem Dezember 2001[10]

## Auszeichnungen
- Am 4. Februar 2001 wurde Jaspers zum Ehrenmitglied des Koninklijke Nederlandse Biljartbond (KNBB) ernannt.
- Am 26. April 2002 erhielt er aus den Händen des Staatssekretärs Margo Vliegenthart die königliche Auszeichnung Offizier des Ordens von Oranien-Nassau.